# Albert Dufréne

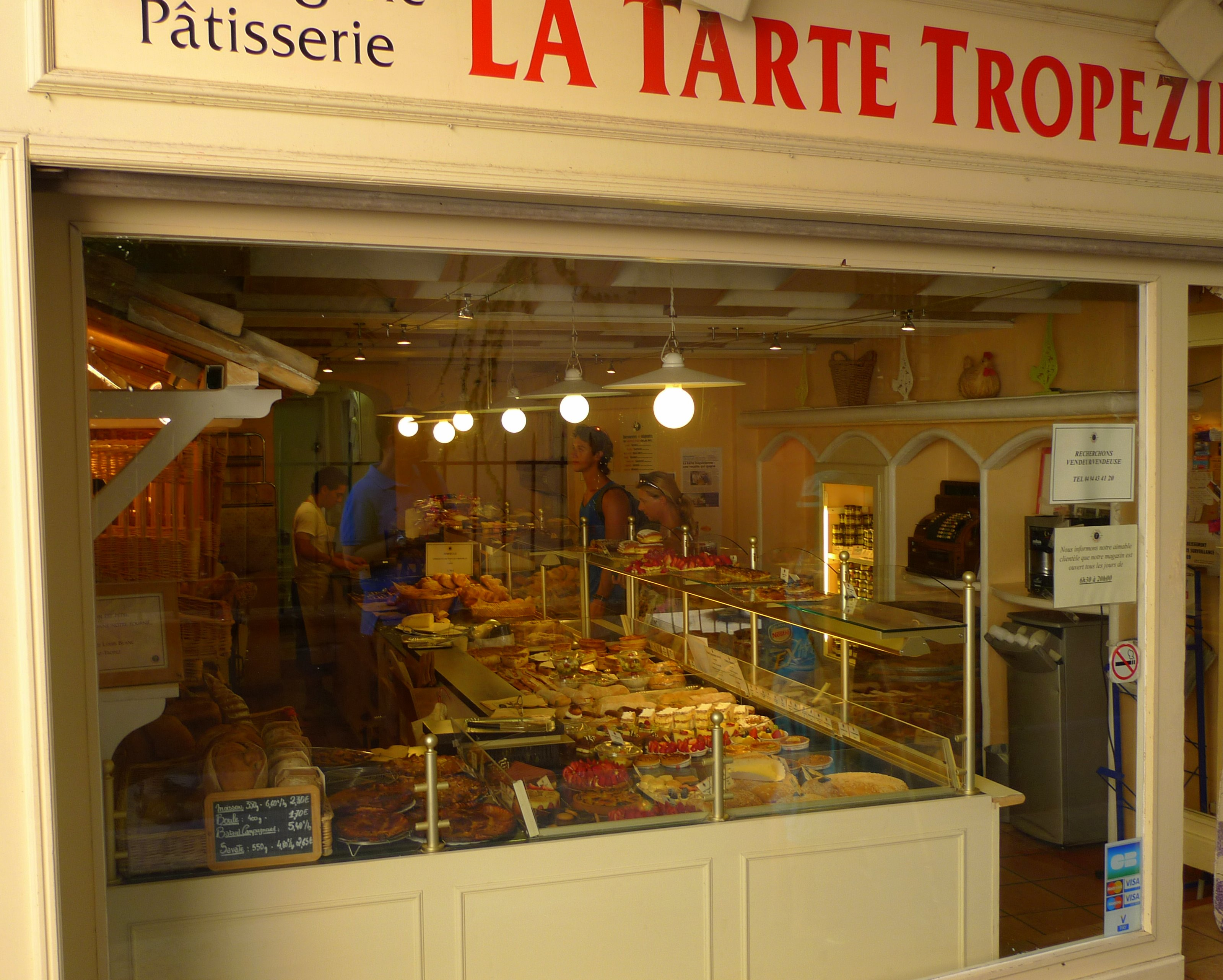
La Tarte Tropézienne in Saint-Tropez

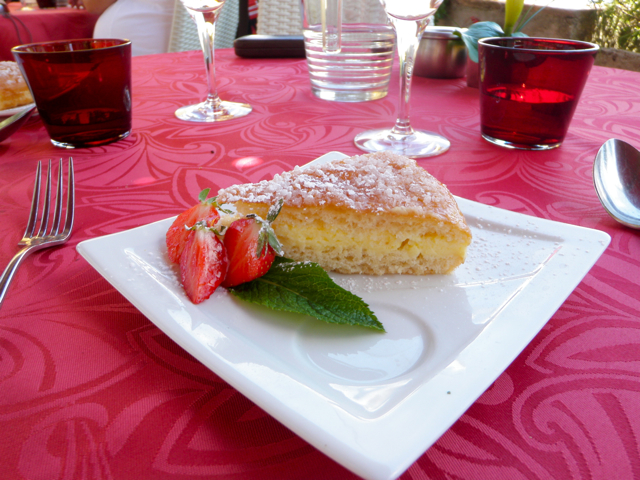
Eine Tarte Tropézienne

Albert Dufréne (* 26. August 1946 in Bonneville) ist ein ehemaliger französischer Autorennfahrer und Unternehmer.

## La Tarte Tropézienne
1985 übernahm Albert Dufréne in Saint-Tropez vom Gründer Alexandre Micka dessen Pâtisserie La Tarte Tropézienne, in der die regionale aus Brioche und Schlagsahne bestehende Spezialität gleichen Namens hergestellt wurde und wird. Heute führt Dufréne das Unternehmen mit seinem Sohn und verreibt die Tarte, deren Rezept nach wie vor geheim gehalten wird, seit 2013 auch in einer weiteren Pâtisserie in Paris.

## Karriere im Motorsport
In den 1970er-Jahren war Dufréne einige Jahre als Sportwagenpilot aktiv. Während dieser Zeit ging er vor allem beim 24-Stunden-Rennen von Le Mans an den Start. Sein Debüt gab er 1975 als Partner von François Sérvanin und Jacques Henry auf einem Lola T294. Das Rennen beendete das Trio am 24. Rang des Gesamtklassements. 1977 beendete er das Rennen auf dem, für einen Amateur-Rennfahrer beachtenswerten, sechsten Endrang. Seinen letzten Start in Le Mans hatte er 1979. Erneut konnte er das Rennen, diesmal auf dem 22. Endrang, beenden.
Abseits von Le Mans ging er nur bei einem weiteren Sportwagenrennen an den Start. Beim zur Sportwagen-Weltmeisterschaft 1977 zählenden 500-km-Rennen von Le Castellet fiel er auf einem Chevron B31 vorzeitig aus.

## Statistik

### Le-Mans-Ergebnisse
| Jahr | Team                       | Fahrzeug    | Teamkollege       | Teamkollege     | Platzierung            | Ausfallgrund  |
| ---- | -------------------------- | ----------- | ----------------- | --------------- | ---------------------- | ------------- |
| 1975 | Société ROC                | Lola T294   | François Sérvanin | Jacques Henry   | Rang 24                |               |
| 1976 | Société ROC                | Chevron B36 | Alain Flotard     | Fred Stalder    | Ausfall                | Ölpumpe       |
| 1977 | Racing Organisation Course | Chevron B36 | Michel Pignard    | Jacques Henry   | Rang 6 und Klassensieg |               |
| 1978 | ROC La Pierre du Nord      | Chevron B36 | Max Cohen-Olivar  | Jacques Henry   | Ausfall                | Kolbenschaden |
| 1979 | Racing Organisation Corse  | Chevron B36 | Noël del Bello    | Bernard Verdier | Rang 22                |               |

### Einzelergebnisse in der Sportwagen-Weltmeisterschaft
| Saison | Team | Rennwagen   | 1   | 2   | 3   | 4   | 5   | 6   | 7   | 8   | 9   | 10  | 11  | 12  | 13  | 14  | 15  | 16  | 17  |
| ------ | ---- | ----------- | --- | --- | --- | --- | --- | --- | --- | --- | --- | --- | --- | --- | --- | --- | --- | --- | --- |
| 1977   |      | Chevron B31 | DAY | MUG | DIJ | MON | SIL | NÜR | VAL | PER | WAT | EST | LEC | MOS | IMO | SAL | BRH | HOK | VAL |
| 1977   |      | Chevron B31 |     |     |     |     |     |     |     | DNF |     |     |     |     |     |     |     |     |     |
| 1978   | ROC  | Chevron B36 | DAY | SEB | MUG | TAL | DIJ | SIL | NÜR | LEM | MIS | DAY | WAT | VAL | ROD |     |     |     |     |
| 1978   | ROC  | Chevron B36 |     |     |     |     | DNF |     |     |     |     |     |     |     |     |     |     |     |     |
| 1979   | ROC  | Chevron B36 | DAY | SEB | MUG | TAL | DIJ | RIV | SIL | NÜR | LEM | PER | DAY | WAT | SPA | BRH | ROA | VAL | ELS |
| 1979   | ROC  | Chevron B36 |     |     |     |     |     | 22  |     |     |     |     |     |     |     |     |     |     |     |